# Hémoptysie

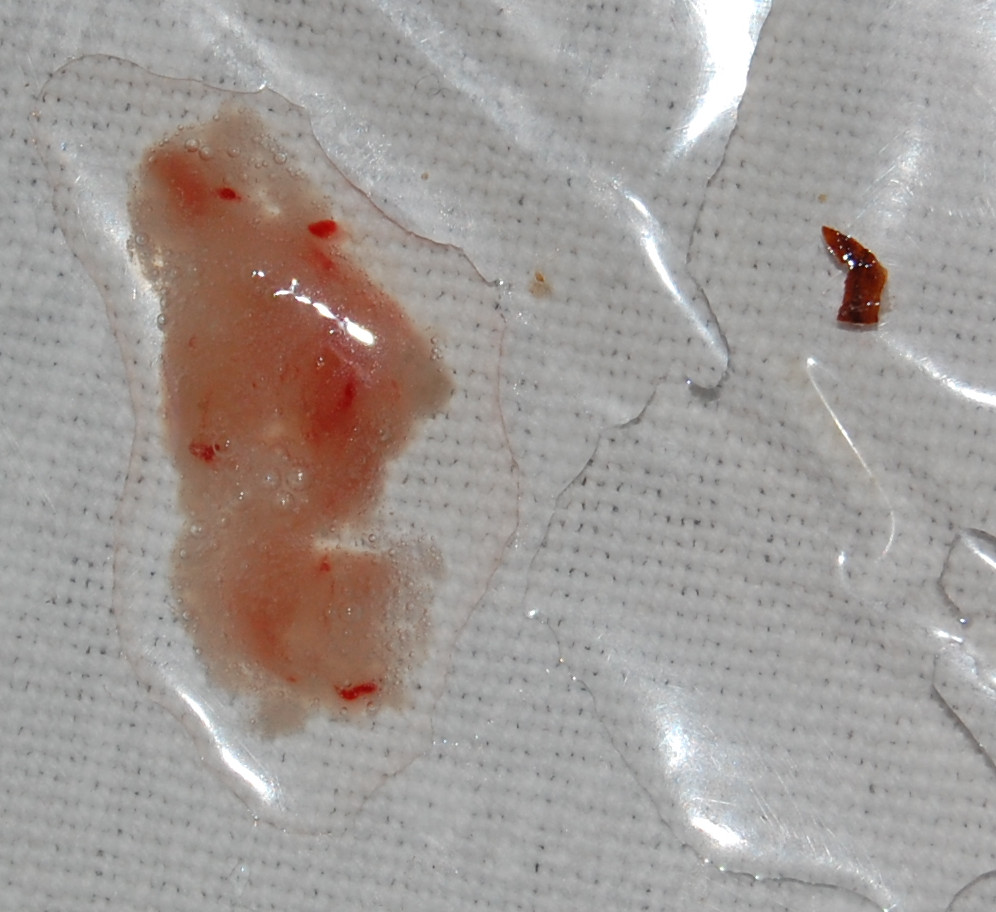
Hémoptysie

 (janvier 2013).
Si vous disposez d'ouvrages ou d'articles de référence ou si vous connaissez des sites web de qualité traitant du thème abordé ici, merci de compléter l'article en donnant les références utiles à sa vérifiabilité et en les liant à la section « Notes et références ».
L'hémoptysie est un rejet, à l'occasion d'effort de toux, de sang provenant des voies aériennes sous-glottiques. Ce sang est rouge, aéré (contrairement au sang de l'hématémèse qui est moins oxygéné et plus foncé), en quantité très variable en fonction des causes de l'hémoptysie. Ce symptôme peut témoigner de maladies sous-jacentes variées mais potentiellement graves, qu'il convient de ne jamais négliger : toute hémoptysie, quelle que soit son abondance, doit faire consulter un médecin au plus vite.

## Diagnostic
La suspicion d'une hémoptysie doit faire répondre aux questions suivantes :
1. S'agit-il bien d'une hémoptysie ? On éliminera un saignement d'origine buccale, nasale (épistaxis) ou digestive (hématémèse). Dans le cas d'hémorragies massives, la différence peut être délicate à faire et requérir des examens complémentaires en urgence ;
2. Quel volume de sang a été perdu ? Une hémoptysie minime correspond à quelques crachats striés de sang, une hémoptysie est dite « abondante » lorsque les pertes dépassent 200 mL, « massive » lorsqu'elles sont supérieures à 500 mL ;
3. Y a-t-il détresse respiratoire aiguë ? C'est un point crucial de la prise en charge. Des signes de mauvaise tolérance respiratoire ou des troubles de la conscience indiquent une prise en charge réanimatoire en extrême urgence ;
4. Y a-t-il des signes d'anémie aiguë ? Ils sont rarement présents, ce qui ne doit pas cependant faire éliminer un tableau sévère d'emblée ;
5. Le patient a-t-il des antécédents respiratoires ? On recherchera par l'interrogatoire des maladies antérieures ou un mode de vie (tabagisme en particulier) orientant vers une étiologie précise.

Le reste de l'examen consiste en un examen physique complet, la prise des constantes et leur surveillance.

## Examens complémentaires
- Hémogramme, plaquettes, hémostase, groupe sanguin ABO + groupe rhésus.
- Recherche du bacille de Koch (agent infectieux responsable de la tuberculose) dans les expectorations.
- Radiographie du thorax.
- Fibroscopie bronchique.
- Scanner thoracique.
- Artériographie pulmonaire, indiquée uniquement dans le cadre d'une prise en charge thérapeutique[1].

Les autres examens sont demandés en fonction du contexte et de la cause suspectée de l'hémoptysie à la lumière de la clinique et des premiers examens.

## Causes

### Causes traumatiques
- Traumatisme ouvert ou fermé du thorax, le plus souvent dans un cadre de polytraumatisme
- Corps étranger intra-bronchique (chez l'enfant en particulier)
- l'utilisation de cannabis frauduleusement enrichi de verre pilé a été citée à plusieurs reprises dans les années 2000[2], dans le nord de la France et en Belgique notamment[3].

### Causes non traumatiques
- Mucoviscidose : risque majeur d'hémoptysie, lors de surinfections bronchiques et encombrement important
- Bronchite aiguë et pneumonies (rarement)
- Cancer broncho-pulmonaire : il doit toujours être évoqué, en particulier chez le fumeur
- Tuberculose pulmonaire active
- Tuberculose ancienne, un tel antécédent doit faire rechercher :
  - une greffe aspergillaire dans une cavité séquellaire ;
  - une rechute ;
  - un cancer sur cicatrice ;
  - une dilatation de bronches cicatricielles, en général localisée et surinfectée ;
  - une broncholithiase (ganglion calcifié érodant un vaisseau bronchique).
- Aspergillome
- Dilatation des bronches
- Kyste hydatique
- Rétrécissement mitral
- Embolie pulmonaire
- Anomalie vasculaire (angiome, maladie de Rendu-Osler, syndrome de Dieulafoy bronchique)
- Irradiations de rayons X de 8  à   10 Gy (forme pulmonaire)
- Consommation de cocaïne (pour 6 à 26 % des toxicomanes qui la consomment sous forme de crack[4])
- Textilome intra-thoracique (réaction inflammatoire provoquée par la présence d'un corps étranger textile (ex. : compresse) oublié lors d'une intervention chirurgicale, cette complication postopératoire  est assez peu fréquente).

## Traitement

### Traitement étiologique
Il est obligatoire dans tous les cas, et suffisant lorsque l'hémoptysie est minime ou modérée et bien tolérée, à condition d'instaurer une surveillance rigoureuse.

### Traitement des hémoptysies massives
Il ne se conçoit qu'en service de réanimation. L'objectif est double : maintenir les fonctions vitales (en particulier respiratoire) et tarir le saignement.
- Oxygénothérapie à débit adapté à la gazométrie artérielle afin de maintenir une saturation artérielle en oxygène supérieure à 90 %
- Perfusion de macromolécules (voir transfusion sanguine) en cas de défaillance hémodynamique
- Intubation trachéale et ventilation mécanique en cas de coma

La perfusion d'agents vasoconstricteurs (en dehors d'une contre-indication formelle) vient le plus souvent à bout du saignement. En cas d'échec, une embolisation radio-interventionnelle doit être envisagée (on repère l'artère responsable du saignement, puis on y relargue des particules synthétiques qui vont la boucher et ainsi tarir mécaniquement l'hémorragie). En dernière extrémité, une sanction chirurgicale reste possible en cas d'échec des autres traitements.